# 防傾桿

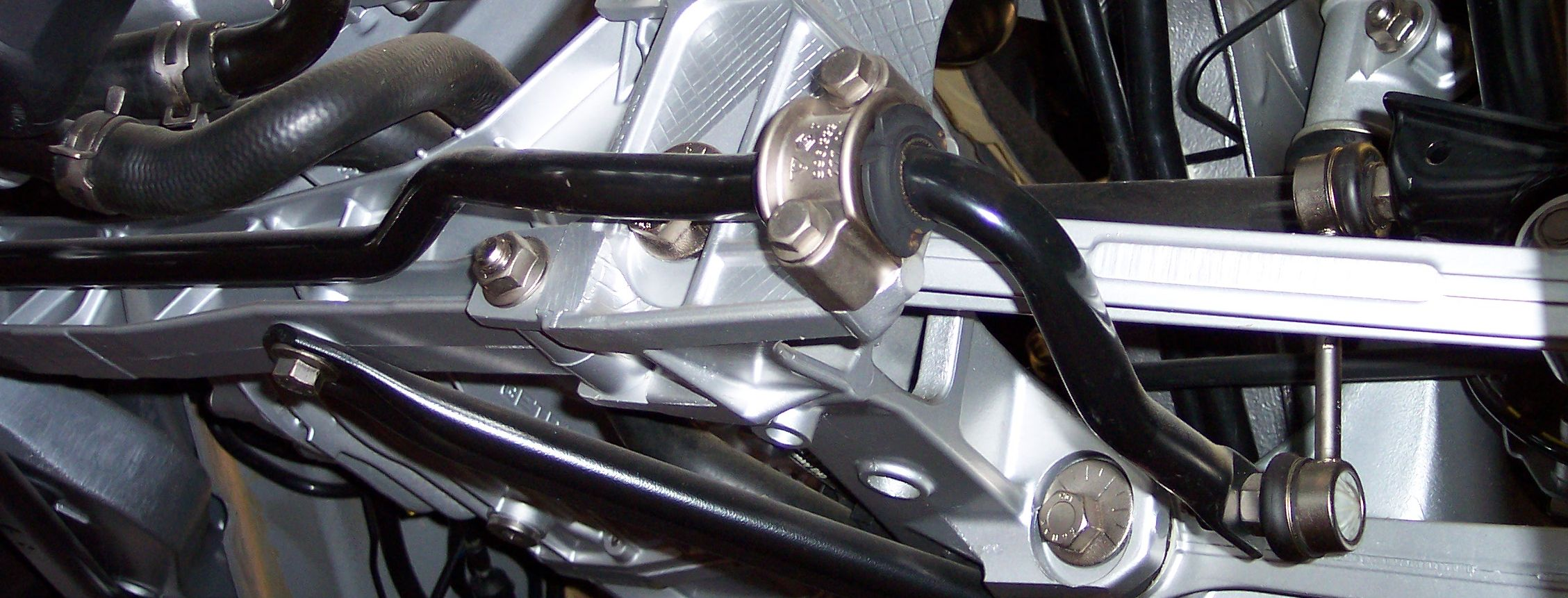
圖中為保時捷尾部的防傾桿（呈黑色），橫貫於汽車底部。當車輛轉彎時，防傾桿會扭轉，從而防止車身側傾。

防傾桿（英語：anti-roll bar (ARB)），又稱橫向穩定桿或平衡桿，是汽車懸掛系統中一種重要的部件，作用是舒緩汽車在高速過彎，或通過不均勻路面時的側傾現象。防傾桿的主要結構由扭杆彈簧組成，透過兩端的桿臂將兩邊的車輪連接起來。防傾桿能增加懸掛系統的側傾剛度（側傾剛度是指汽車對抗側傾的能力）。
在第二次世界大戰前，防傾桿的使用率並不普遍，因為當時的汽車大多使用較硬的懸掛系統，人們也習慣了汽車傾側的現象。自50年代起，人們開始於量產車上採用防傾桿，特別是用於懸掛較軟的汽車上。

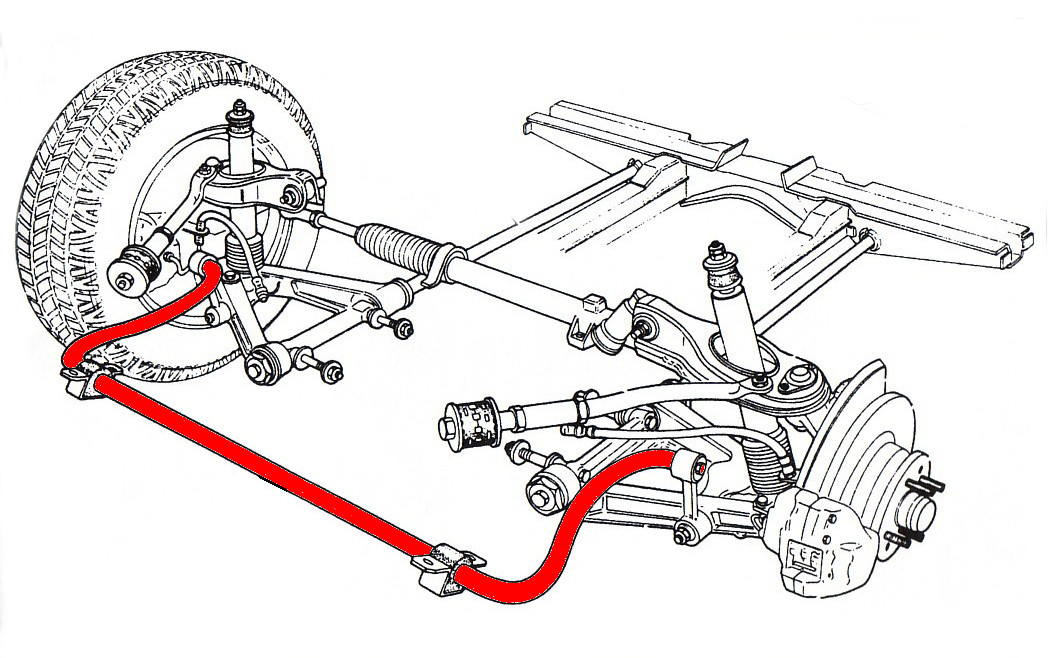
安裝於汽車前軸附近的防滑桿。

防傾桿的作用是逼使兩邊的車輪（包括減震器、彈簧及懸掛杆）下降或上升到接近的水平，減低汽車經過各種彎道及顛簸路面時產生的側傾。沒有防傾桿，汽車可傾側的程度就越大。儘管防傾桿在設計上有很大變化，但功能大致相同。

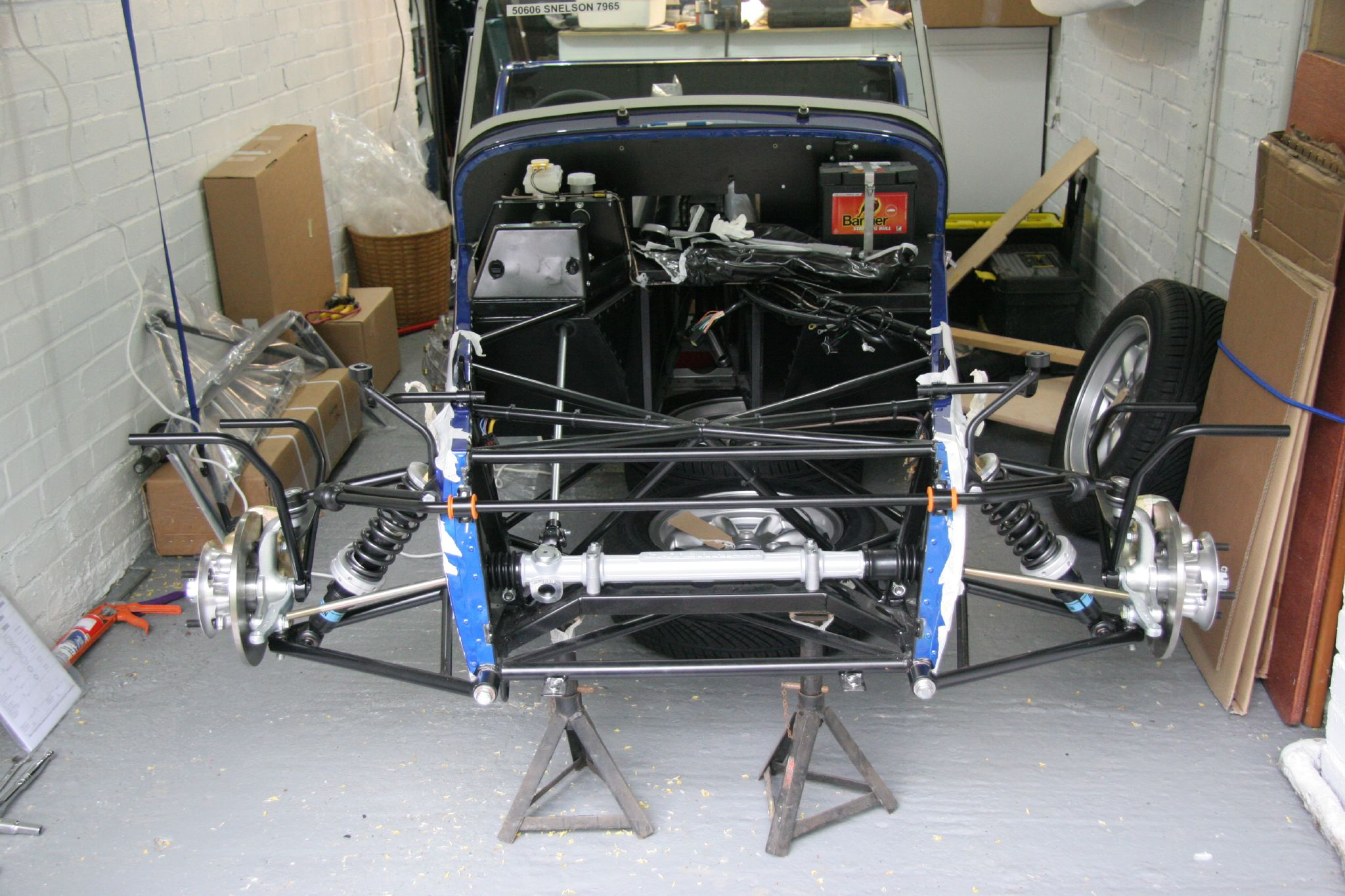
防傾桿橫置於汽車底部。

如果沒有防傾桿，當汽車快速過彎時，由於有更多的負荷施加於外輪，會導致車體壓向外輪，外懸掛因而被壓縮。內輪亦由於部分負荷被轉移至外輪而升起，其懸掛因此而放鬆。防傾桿的介入令內輪推向車體，使內輪更貼近地面，令汽車的穩定性得到維持。汽車出彎後，這股向下推力便會減少，外輪及內輪便會恢復相同的高度。
由於每一對車輪都有防傾桿連繫，彼此的運作消除了前後的傾側，使汽車的四輪能維持相若的水平位置。

## 原理
原則上，防傾桿是一個圓柱形的鋼製扭杆彈簧，形狀呈“U”形，橫置於汽車的前端和後端，連結左右兩輪的懸掛。它透過兩端靈活的節點連接到兩邊的懸掛，使到其中一邊的力可以傳遞到另一邊車身。
當兩邊車輪垂直移動的幅度是一致時，由於兩輪的水平高度相同，防傾桿不會發生扭轉並發揮作用；當兩輪移動的幅度不一致時（如汽車轉彎時），兩端的懸掛因走向不同的方向而對桿身施加扭力。防傾桿的硬度能對抗這股扭力，令兩輪與車身的高度處於相若水平。
對抗桿身扭轉的程度要視乎防傾桿的硬度。防傾桿的硬度與桿身的長度成反比，與桿身的直徑及桿臂的長度成正比（即桿臂越短，防傾桿的硬度越高）。防傾桿越硬，兩邊懸掛就越同步，促使車身傾側所需的力就越大。

### 主要功能
防傾桿主要有兩個功能，第一是減輕車身橫向的側傾。其緩解的程度取決於汽車整體的側滾勁度〈英語：roll stiffness）。提升側滾勁度只會減輕車身的側傾，並不會改變車輪之間的橫向負荷轉移。汽車質心的高度和輪距才是橫向負載轉移的決定因素。
防傾桿的另一個功能就是調整汽車的操控平衡。通過改變前後車軸之間側滾勁度的比例，令汽車產生轉向過度及轉向不足。增加前輪軸側滾勁度的比例〈提升前輪防傾桿的硬度）及減少後輪軸側滾勁度的比例〈降低後輪防傾桿的硬度），會導致前輪的偏滑角較後輪的偏滑角大〈車胎因變形行走的軌跡偏差稱為滑動角(slip angle)），即所謂的轉向不足。相反，將後輪軸側滾勁度的比例提升至比前輪高的水平，會導致轉向過度。

### 使用缺點
過硬的防傾桿缺點分兩方面，其一是舒適性。由於防傾桿將兩邊的懸掛連在一起，當其中一個車輪駛過顛簸的路面時，會將施加於車輪的力傳遞到另外一邊的車輪。在過程中，防傾桿會使汽車產生震動和左搖右擺的感覺，隨著增加防傾桿的粗度及硬度，這些感覺會越加強烈，乘容可能會因此有不良的體驗。不過通過對其他懸掛調整也可以延遲或減弱這些效應。北歐和德國車喜歡用偏硬的防傾桿，因為他們境內高速公路多，相反在山路蜿蜒的南歐，車廠喜歡將防傾桿設定得軟一點。
側滾勁度過高〈一般是由於對防傾桿的調較過於激進）會導致內輪在轉急彎時離開地面，令外輪失去抓地力。但這一點對於部分汽車來說可能有好處，例如，一些汽車生產商將前輪驅動汽車〈英語：Front-wheel-drive〉的後輪調較成足夠硬。
當汽車在過高速彎時，較多的負載會往後外輪轉移，彈簧伸縮會吸納了一部份，餘下的會引致車胎變形，若防側桿太硬，車身傾側不了，彈簧無法伸縮，重力轉移大部份由外彎車胎承受，車胎大幅度變形抓地力就會下降；另一邊輪〈後內輪〉因防傾桿過硬無法壓向地面而失去抓地力。對比後輪胎組一個負荷過多且一個懸空的狀況而言，前輪胎組的負載更均衡所以有著更多的抓地力，令汽車產生轉向過度，以對抗轉向不足。

### 可調式防傾桿

兩種可調式防傾桿

可調式防傾桿一般可分為兩種，一種是通過調較賽車桿臂的長度來改變防傾桿的硬度；一種是通過轉動偏平的桿臂來改變防傾桿的硬度。一些賽車用的可調式防傾桿，它容許人員在加油維修站快速調較傾桿的硬度，而一些防傾桿則容許車手在賽車內調較傾桿的硬度，例如日本的超級GT賽車。